# Kokoszkino (przystanek kolejowy)
Kokoszkino (ros. Кокошкино) – przystanek kolejowy w miejscowości Moskwa, w Rosji. Położony jest na linii Moskwa – Briańsk – Kijów. Przystanek Średnicy Kałużsko-Niżegorodskiej – linii moskiewskiej kolei aglomeracyjnej.

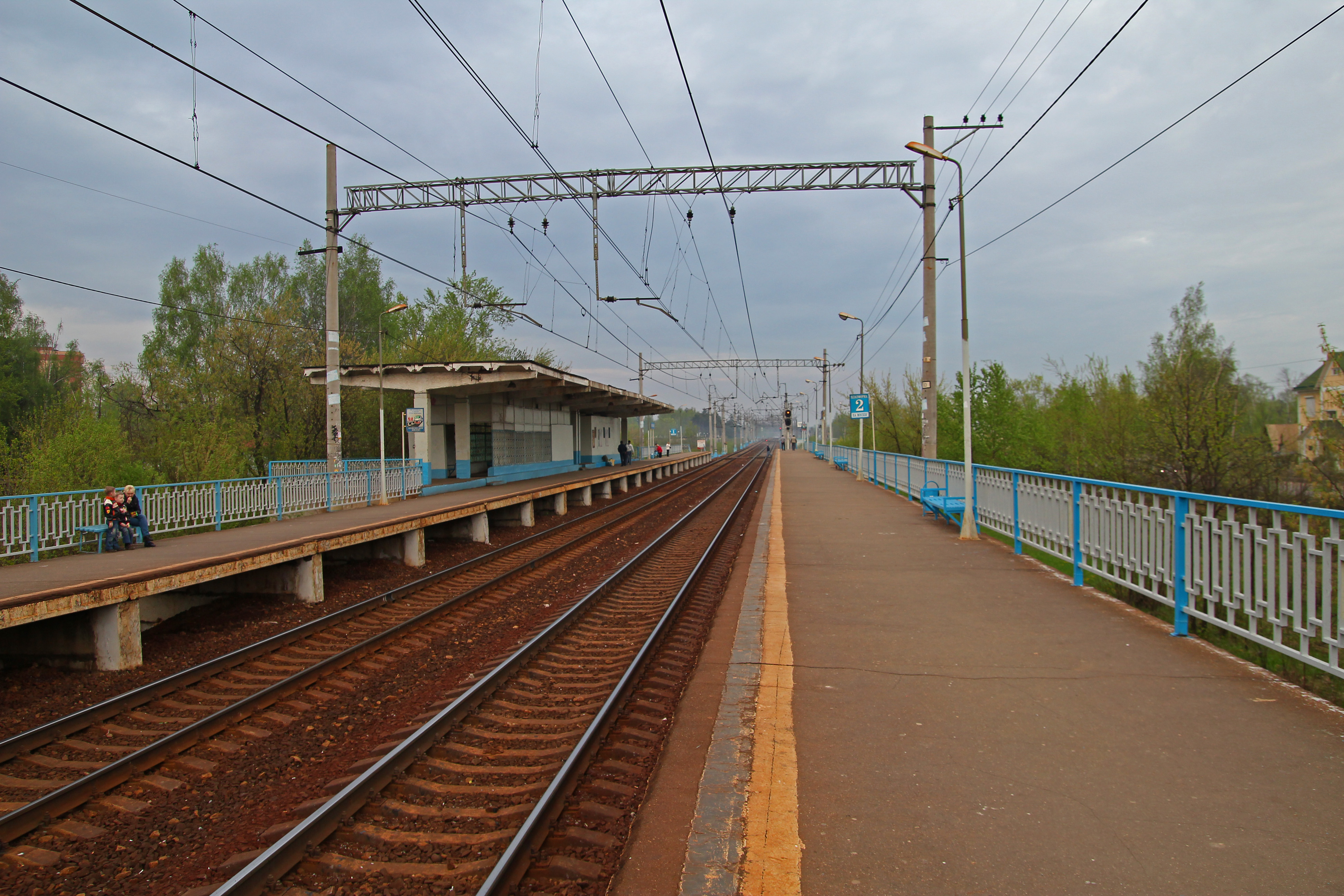
Przystanek przed przebudową